# South Woodham Ferrers
South Woodham Ferrers – miasto i civil parish w Anglii, w hrabstwie Essex, w dystrykcie Chelmsford. Leży 14 km na południowy wschód od miasta Chelmsford i 54 km na wschód od Londynu. W 2011 roku civil parish liczyła 16 453 mieszkańców. W okolicy znajduje się wieś Woodham Ferrers.
W południowo-zachodniej części miasta większa część ulic ma nazwy pochodzące z Śródziemia, jak Gandalf's Ride, Gimli Watch, czy Celeborn Street.